# Château de Javon
Le château de Javon est un bâtiment situé sur les hauteurs de la commune de Lioux, au nord du village en direction de Sault, en France.

## Histoire
En 1475, Javon fut inféodée par Léon X à François Baroncelli, en récompense de ses services. La construction du château date probablement de cette époque.
Au début du XVIe siècle (1551), l'ensemble de la seigneurie fut cédée aux Baroncelli (devenus depuis Baroncelli-Javon). Ce fief faisait alors partie du Comtat Venaissin. Cette famille était originaire de Toscane, où ses membres servirent les républiques de Florence et de Pise, tire son nom d'un château situé dans le voisinage de Florence.
Le 19 avril 1570, en pleine guerre de religion, le château est surpris par une cavalerie ennemie. Par la suite, le 1er mai, le château est brûlé par les gens de Mérindol. 
Au XIXe siècle, le château de Javon est acheté en 1841 par M. Vayson (père du peintre Paul Vayson), qui le possède tout comme celui de Murs. À l'époque, l'on disait qu'il pouvait aller de l'un à l'autre sans quitter ses terres.

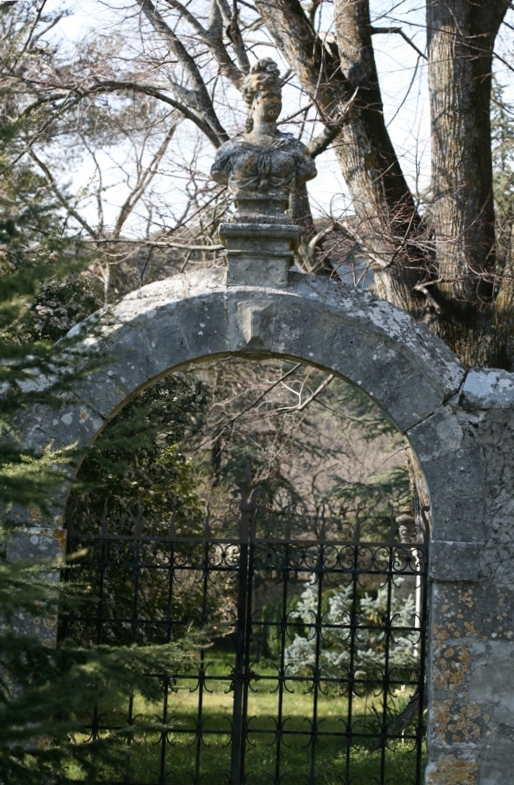
Portail voûté du château de Javon
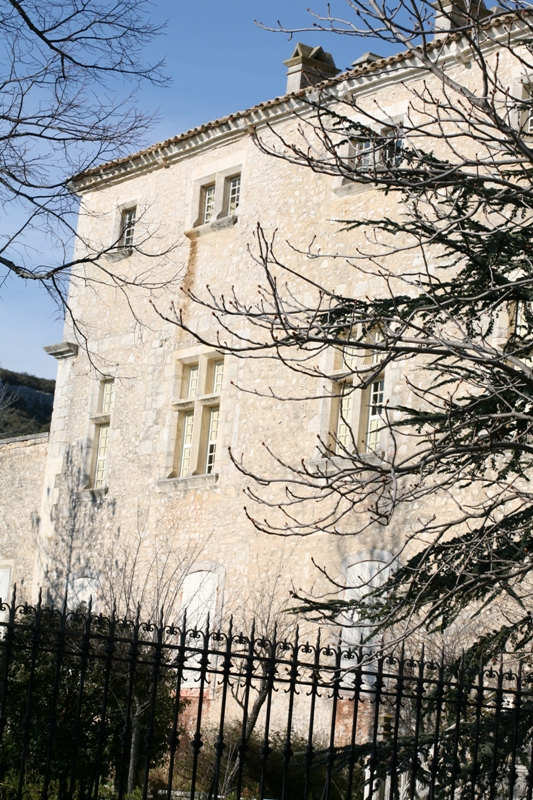
Façade renaissance du château de Javon

## Architecture et classement
La façade septentrionale s'ouvre par une porte d'entrée, en arc en anse de panier gâblé en accolade typique de la Renaissance provençale. Le 4 août 1978, la porte et la fenêtre Renaissance sur cour sont inscrites comme monument historique.